# Анна Феликсова
Анна Феликсова е българска драматична и филмова актриса.

## Биография и творчество
Анна Феликсова е родена през 1920 година. Дълги години играе на сцената на Варненския драматичен театър „Стоян Бъчваров“. Създава поредица от забележителни роли сред които ярко блестят: София в „От ума си тегли“ на Александър Грибоедов, Катрин в „Мадам Санжен“ на Сарду, Рашел във „Васа Железнова“, Елена във „Всяка есенна вечер" от Иван Пейчев, Беатрис във „Влиянието на гама лъчите върху лунните невени" от Пол Зиндъл, Монахова във „Варвари“ на Максим Горки и много други. Гастролира и на сцената на Народния театър „Иван Вазов“. Снима се и във филмите „Адаптация“, „Иван Кондарев“, „Фильо и Макензен“ и много други. Била е женена за режисьора Борис Тафков и балетиста Людмил Бубов. Носителка е на званието „заслужил артист“.
Умира на 23 март 1984 година. Днес нейното име носи улица в град Варна.

## Филмография
- Адаптация (1979), 3 серии
- Година от понеделници (1977)
- От другата страна на огледалото (1977)... Старата дама
- Иван Кондарев (1974)... Старата Джупуница [1]